# إليانور جاي هيل
إليانور جاي هيل (بالإنجليزية: Eleanor J. Hill) هي مسؤولة أمريكية، ولدت في 19 ديسمبر 1950 في ميامي بيتش في الولايات المتحدة.